# Валявський заказник
Валявський — ботанічний заказник місцевого значення в Черкаському районі Черкаської області.

## Опис
Заказник площею 2,0 га розташовано у Городищенській міській громаді за 5 км від м. Городище, поруч з Інститутом помології ім. Л. П. Симиренка.
Як об'єкт природно-заповідного фонду створено рішенням Черкаського облвиконкому від 22.01.1982 р. № 12. Землекористувач або землевласник, у віданні якого перебуває заповідний об'єкт — КСП ім. Т. Г. Шевченка. .
На території заказника у трав'яному покриві звіробій звичайний, медунка лікарська, материнка звичайна, фіалка триколірна.